# Карачун Віктор Миколайович
Віктор Миколайович Карачун (рос. Виктор Николаевич Карачун; нар. 3 жовтня 1959, Мінськ, БРСР — пом. 28 жовтня 2017, Смоленськ, Росія) — радянський та російський футболіст, нападник, російський футбольний тренер. Майстер спорту СРСР (1988).
У 1981 році закінчив Мінський інститут фізичної культури.

## Життєпис
Вихованець ФШМ (Мінськ). Тренери — В'ячеслав Вікторовичу Нікітін і Леонід Михайлович Корзун. У 1972-1976 роках навчався в ФШМ. У 1976 році закінчив середню школу № 114 міста Мінськ. Перебував у ВЛКСМ.
У 1979 році виступав у складі збірної Білоруської РСР (1959 і 1960 роки народження) на турнірі «Переправа» (тренер — Геннадій Броніславович Абрамович).
У чемпіонатах СРСР виступав за мінське й берестейське «Динамо», «Цілинник» (Цілиноград), «Кайрат» (Алма-Ата), луганську «Зорю» й «Поділля» (Хмельницький).
У 1989 році трансфер Віктора Карачун з «Кайрата» (вища ліга) в «Зорю» (друга ліга) став одним з найгучніших у СРСР.
Також виступав за угорські клуби «Кабай» та «Егер». Повернувшись на батьківщину, грав у мінських командах «Зміна» й «МАПІД». Потім продовжив виступи в ЦСК ВВС «Кристал» (Смоленськ), «Оазис» (Ярцево) і ФК «Смоленськ».

### Стиль гри
|                                          | Забивав голи на будь-який смак: зі стандарту, ударом головою, після індивідуального проходу, з середньої дистанції, особливо виходили удари з дальньої дистанції. Чудово володів дриблінгом й швидкісним обведенням, мав відмінний стартовий ривок. |
| — «Робітничий шлях». 28 жовтня 2017 року | |

Після закінчення професійної кар'єри Карачун регулярно грав у товариських матчах за участю ветеранів. Виступав за збірну ветеранів СРСР. Обіймав керівні посади в ФК «Смоленськ», «Оазисі» й «Дніпрі».
Помер 28 жовтня 2017 року під час гри в товариському матчі.

## Досягнення
- Кубок Федерації футболу СРСР
  -  Володар (1): 1988